# Soultz-sous-Forêts
Soultz-sous-Forêts (Sulz unterm Wald in tedesco) è un comune francese di 3 169 abitanti situato nel dipartimento del Basso Reno nella regione del Grand Est.

## Società

### Evoluzione demografica
Abitanti censiti